# شرکت آلومینیوم تاجیک
شرکت آلومینیوم تاجیک یا به اختصار تالکو در شهر تورسون‌زادهٔ تاجیکستان بزرگ‌ترین کارخانهٔ تولید آلومینیوم در آسیای مرکزی و مهم‌ترین مجتمع صنعتی تاجیکستان است.
این کشور کانسنگ آلومینیوم ندارد، از همین رو مواد خام این کارخانه باید وارد شود. ساخت این کارخانه از ۱۹۷۲ آغاز شد و نخستین ریخته‌گری آلومینیوم در ۳۱ مارس ۱۹۷۵ انجام گردید.

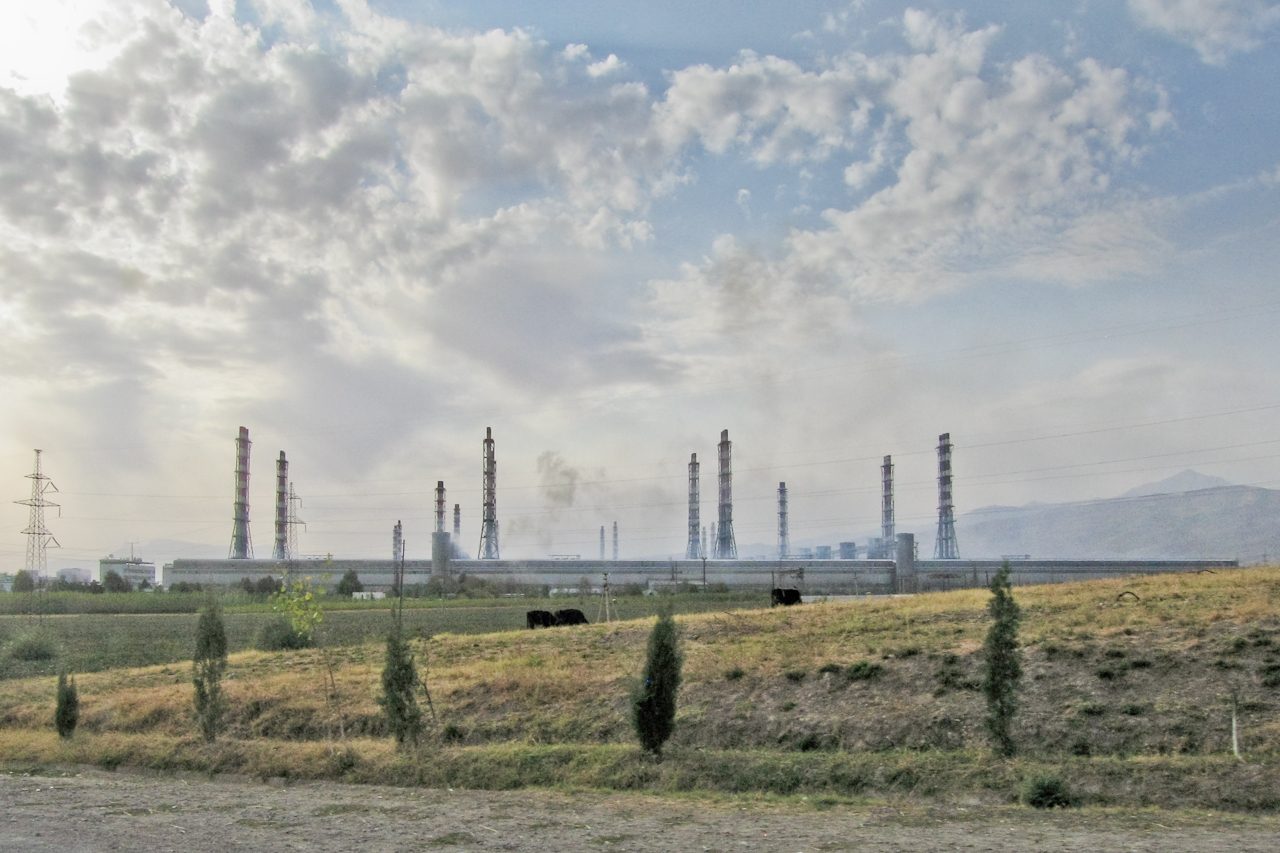
کارخانهٔ تالکو در شهر تورسون‌زاده

خبرگزاری تاجیکستانی اوستا گزارش داده است که این کارخانه در سال ۲۰۰۶ توانسته ۴۱۶ هزار تن آلومینیوم تولید کند.
۴۰٪ برق کشور را مصرف می‌کند و در سال ۲۰۰۲ مشخص شد که عامل آلودگی آب منطقه با فلوئور می‌باشد. بارها از سوی مناطق همسایه در ازبکستان به ایجاد مشکلات بوم‌شناختی متهم شده است.
در سوم آوریل ۲۰۰۷ به گونهٔ رسمی نام تاداز به تالکو – شرکت آلومینیوم تاجیک تغییر یافت.
روسال، غول متالورژیک روسیه، اعلام کرده است که برای نوین‌سازی و افزایش تولید تاداز، مبلغ ۱۵۰ میلیون دلار سرمایه‌گذاری کرده است.